# Panorama bitwy pod Morat
Panorama bitwy pod Morat (fr. Panorama de la bataille de Morat) – panoramiczny obraz olejny namalowany przez grupę artystów w latach 1893–1894, znajdujący się w szwajcarskim mieście Murten.
Panorama o wymiarach 10 × 100 metrów upamiętnia zwycięską dla Szwajcarów bitwę pod Morat (Murten), stoczoną w czerwcu 1476 roku, podczas wojny szwajcarsko-burgundzkiej (1474–1477).

## Opis
Prace nad panoramą rozpoczęły się 25 września 1893 roku w Monachium, pod kierownictwem niemieckiego malarza Louisa Brauna, którego wspomagała grupa doświadczonych malarzy i wykwalifikowanych robotników. Braun wykorzystał wszelkie informacje historyczne, jakie udało mu się zdobyć na temat bitwy, a także rysunki, obrazy i fotografie krajobrazu oraz wszystkie szczegółowe szkice, które przygotował. Jako doświadczony malarz koni, Louis Braun namalował większość z nich. Malarz Josef Krieger był odpowiedzialny za niebo, a Edmund Berninger za krajobrazy. Prawdopodobnie do malowania postaci i grup postaci na pierwszym i środkowym planie zatrudniono artystów Hoffmanna i Jourdana. W sumie nad obrazem do 25 lipca 1894 roku, pracowało około ośmiu do dziesięciu osób. W tym samym roku panorama trafiła do Zurychu gdzie była prezentowana do 1897 roku, po czym trafiła do Genewy, by w 1907 roku ponownie wrócić do Zurychu. Ostatecznie obraz trafił do Murten w 1924 roku, zakupiony przez władze miasta za 1200 franków szwajcarskich. Dzieło nie posiada stałej ekspozycji, jest natomiast prezentowane okazjonalnie; między innymi podczas Expo.02 w roku 2002.
Panorama przedstawia moment, w którym szala zwycięstwa przechyla się na stronę konfederatów szwajcarskich i ich sojuszników, którzy niespodziewanie wyłonili się z lasu Galm między Salvenach a Burg bei Murten, przebili się przez Grünhag (okopy i palisady pospiesznie wzniesione przez Burgundów) i wkroczyli do obozu wroga. Szarżują w dół i znajdują się po obu stronach wzgórza Bois Domingue, na którym  rozbił swój obóz władca Burgundii Karol Zuchwały. Gdy straż przednia opuszcza obóz Karola, główne siły przechodzą przez niego, a straż tylna również się zbliża.
W Prehl burgundzcy arkebuzerzy wciąż walczą jako jednostka, a wroga artyleria nadal strzela salwami na miasto. W obozach otaczających Murten odpoczywające wojska nie zdały sobie jeszcze sprawy ze skali rozgrywających się wydarzeń; niektórzy w pośpiechu zakładają zbroje a ci, którzy w pełni zrozumieli sytuację, uciekają w panice.

## Galeria (wybór)

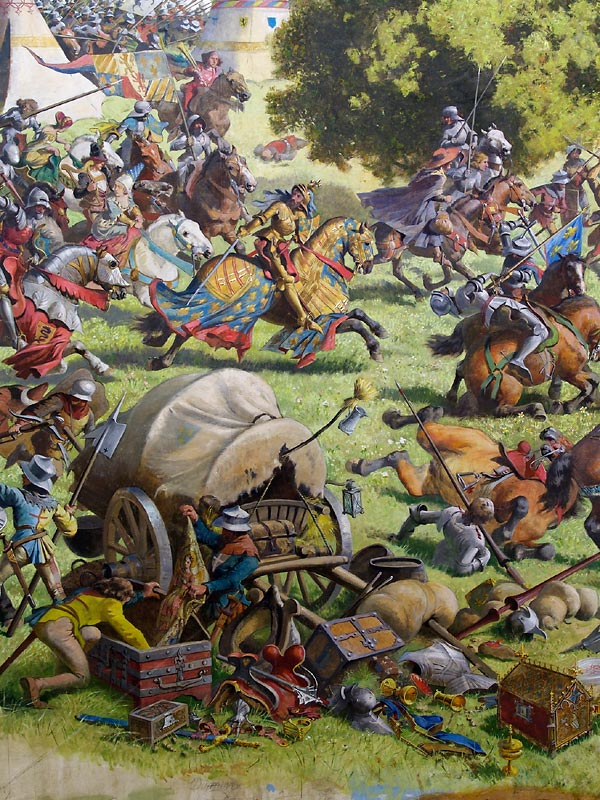
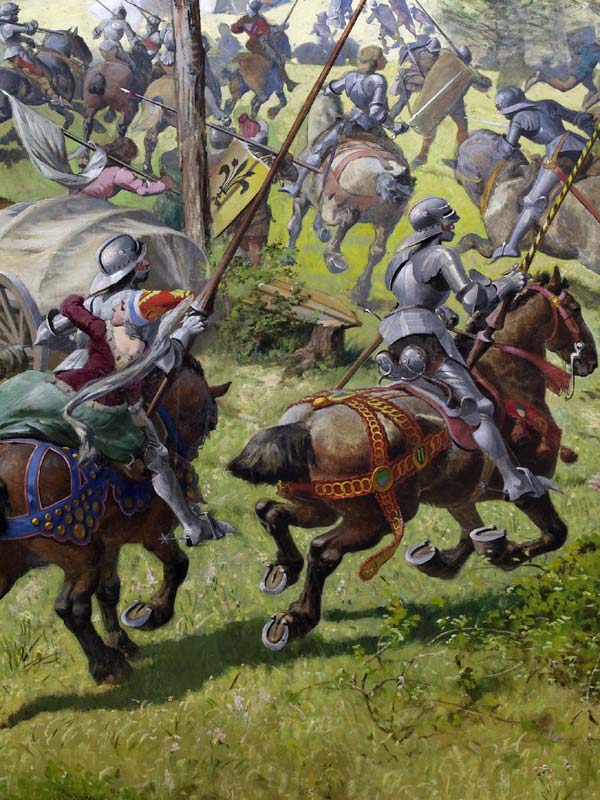
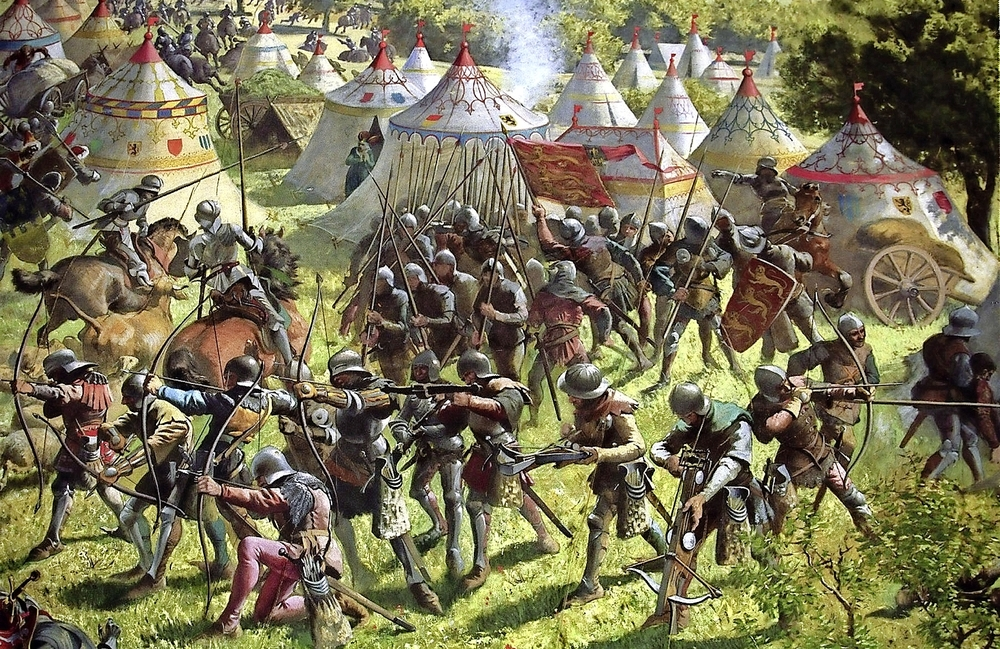
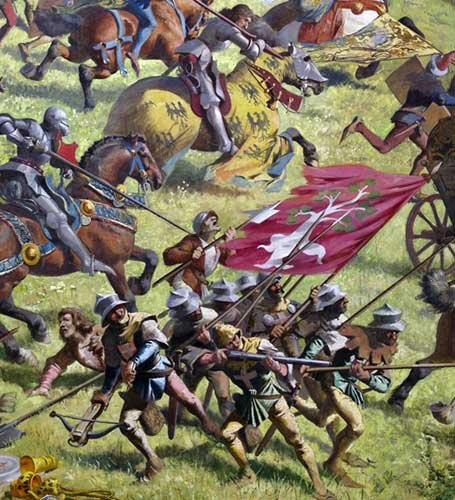
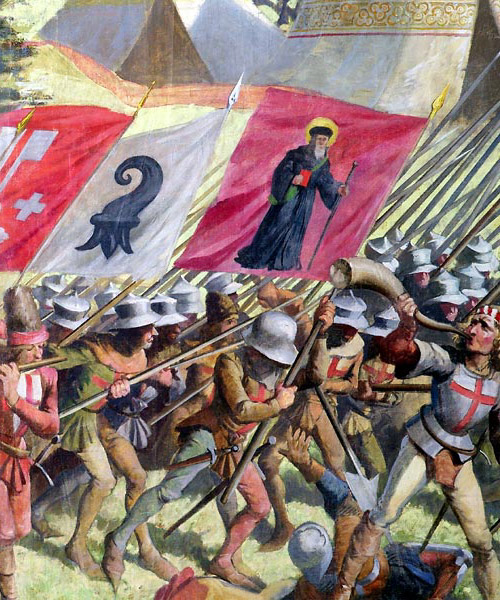